# Syngonanthus biformis
Syngonanthus biformis là một loài thực vật có hoa trong họ Eriocaulaceae. Loài này được (N.E.Br.) Gleason miêu tả khoa học đầu tiên năm 1929.